# 去唱卡拉OK吧！
《去唱卡拉OK吧！》是和山山所創作的日本漫畫，2019年8月在同人誌即賣會「COMITIA129」發售，2020年9月由KADOKAWA發行單行本版。續作為《去家庭餐廳吧。》。

## 登場角色
岡聰實（聲：堀江瞬）
森丘國中三年級的學生，合唱社的社長。因為自身來到變聲期而陷入瓶頸。一開始很害怕身為黑道的成田狂兒，但在評價歌聲和教授歌唱技巧時會顯的有些不留情面。
成田狂兒（聲：小野大輔）
39歲，第四代祭林組的若頭補佐。因為組內老大舉辦卡拉OK大賽，為了避免得到最後一名被迫刺奇怪的刺青懲罰，剛好路過看上合唱團大賽獲得第2名的岡聰實，希望他能指導自己的唱歌技巧。自身很喜歡的歌曲是X Japan的紅。
和田（聲：德留慎乃佑）
森丘國中二年級的學生，也是合唱社的成員。

## 電影
2022年6月10日，宣佈將獲改編為真人版電影，山下敦弘執導，野木亞紀子編劇。改編真人電影於2024年1月12日在日本上映。主演為綾野剛及齋藤潤。
台灣曾於2023年11月在金馬影展舉行世界首映，並於放映後強勢勇奪觀眾票選排齋藤潤行榜第一名，一路蟬聯至影展結束為止。後於2024年2月2日~2月4日舉辦搶先口碑場，2月7日正式上映，全台總票房突破新台幣770萬元。

### 電影簡介
午後雷雨下個沒完，合唱比賽失利的國中生聰實正走出場館，卻被流氓狂兒攔截搭訕，問他想要唱歌好聽該怎麼辦？原來黑道K歌大會將在老大生日當天舉辦，最後一名要成為老大練刺青的人肉畫板。為了避免被評選為唱得最爛，狂兒要聰實幫忙指導歌聲如何改善。捱不過狂兒的苦苦糾纏，聰實越陪練越覺得不能放著不管，於是不管青春的煩惱如何令他躁煩，一段國中生與黑道成員間的友誼就此荒謬展開...。

### 演員列表
- 成田狂兒：綾野剛
- 岡聰實：齋藤潤
- 祭林組組長：北村一輝[4]
- 森本もも（合唱部副顧問）：芳根京子[4]
- 小林（鬣狗前輩/蒲公英前輩）：橋本潤[4]
- 唐田：矢部享祏[4]
- 銀次：吉永秀平[4]
- 尾形（凱蒂哥）：CHANCE大城[4]
- 峯：RED RICE（湘南乃風）[4]
- 松原：岡部ひろき[4]
- 中川（合唱部副部長）：八木美樹[4]
- 和田：後聖人[4]
- 岡優子（聰實母親）：坂井真紀[5]
- 岡晴実（聰實父親）：宮崎吐夢[5]
- 和子（狂兒母親）：HIROKOHI[5]
- 田中正（狂兒外公）：加藤雅也（友情演出）[5]
- 栗山（電影部部長）：井澤徹
- 玉井（祭林組前組員）：米村亮太朗

## 電視動畫
2024年10月17日宣布製作成為電視動畫。於2025年7月24日開始在AT-X和其他頻道播出。

### 製作人員
- 原作：和山山
- 導演：中谷亞沙美
- 系列構成：成田良美
- 人物設計：松浦麻衣
- 音樂：伊藤拓郎
- 動畫製作：動畫工房
- 製作：動畫「去卡拉OK吧！」製作委員会

### 主題曲
主題曲HOWL
演唱：Ayumu Imazu，作詞：Ayumi Izamu，作曲、編曲：Ayumi Izamu、D&H

### 各話列表
| 話數  | 標題 | 劇本     | 分鏡       | 演出                   | 作畫監督                                                                                         | 總作畫監督                                                         | 首播日期       |
| ----- | ---- | -------- | ---------- | ---------------------- | ------------------------------------------------------------------------------------------------ | ------------------------------------------------------------------ | -------------- |
| 第1話 | 邂逅 | 成田良美 | 中谷亞沙美 | 中谷亞沙美             | 伊澤珠美、德永沙耶香、山本蓮雄、朱里、齋藤美旺、新村香奈、迫由里香、立口德孝、磯本雅大、熊谷勝弘 | 谷口淳一郎、野澤、稻手遥香                                         | 2025年 7月24日 |
| 第2話 | 惡夢 | 成田良美 | 塚原祐希子 | 塚原祐希子             | 川本由記子、山本蓮雄、立口德孝、井上夏美、磯本雅大、朱里、熊谷勝弘、島田千裕、丸、新入、須佐祥智 | 稻手遥香                                                           | 7月31日        |
| 第3話 | 離別 | 成田良美 | 松永浩太郎 | 松永浩太郎             | 山本悅子、井上夏美、伊澤珠美、朱里、中園仁、新村香奈、曾我篤史、板倉健、錦寬乃                   | 森田莉奈                                                           | 8月7日         |
| 第4話 | 紅   | 成田良美 | 中谷亞沙美 | 小谷野龍成、中谷亞沙美 | 立口德孝、中本尚、平塚知哉、三島千枝、井上夏美、新村香奈、熊谷勝弘、櫻井親良、丸、新入、         | 谷口淳一郎、齋藤美旺、三島千枝、森田莉奈、新村香奈、伊澤珠美、朱里 | 8月14日        |

## 外部連結
- pixiv（日語）
- 電影官方網站
- 電影『去唱卡拉OK吧！』的X（前Twitter）
- 電視動畫官方網站（日語）
- 電視動畫官方的X（前Twitter）（日語）